# Яр-Кравченко Анатолій Никифорович
Анато́лій Ники́форович Яр-Кра́вченко (*8 (21) червня 1911 — †24 листопада 1983) — радянський художник, що працював переважно в жанрі графічного портрета, народний художник РРФСР, лауреат Державної (Сталінської) премії СРСР (1947), голова Правління Всесоюзного товариства філателістів (1972—1977).
Автор великих серій портретів льотчиків («Фронтовий альбом», 1941; «Герої повітряних боїв за Ленінград», 1942), письменників («Галерея радянських письменників», 1947), космонавтів.

## Біографія
У 1939 році закінчив Всеросійську Академію мистецтв.
Пішов добровольцем на фронт у липню 1941 року. Служив в авіації маскувальником у літних частинах, що обороняли Ленінград, стрільцем-радистом на пікіруючих бомбардувальниках, художником редакції армійської газети «Атака». Майже в кожнім номері друкувалися його малюнки, присвячені героям війни й суворому будню міста. Їх видавали у вигляді фронтових альбомів, які вручалися пілотам, що особливо відзначилися в боях, і літним підрозділам, а портрети Героїв Радянського Союзу тиражувалися у вигляді листівок.
На рахунку Яр-Кравченка немає багато мальовничих робіт. Найбільш відома його картина «Горький читає свою казку Девушка и смерть», за яку художник удостоївся Державної премії 1947 року.

## Нагороди
- Орден Вітчизняної війни II ступені
- Два ордени Червоної Зірки
- Медалі, серед яких «За оборону Ленінграда»
- Державна (Сталінська) премія — за картину «Горький читає свою казку „Девушка и смерть“» (1947)